# Emilie Kempin-Spyri
Rmilie Kempin-Spyri (Altstetten, un barri de la comuna suïssa de Zúric, 18 de març del 1853 – Basilea, Suïssa, 12 d'abril del 1901) fou la primera dona llicenciada en Dret al seu país; en no ser-li permés exercir la professió, va emigrar a Nova York, on fundà una Escola de Dret per a dones; posteriorment, va tornar a Suïssa, i hi va exercir la docència; després es va radicar a Berlín, on va treballar com a traductora i advocada, militant tota la vida pels drets de les dones.

## Llicenciada en Dret
Era filla d'un pastor i neboda de l'escriptora Joanna Spyri. Va treballar durant un any com femme au-pair a Neuchâtel. Entre 1876 i 1879 va donar a llum a tres nens.
Va aprovar als 30 anys l'“examen de capacitat”, que li permetia realitzar estudis terciaris, malgrat l'oposició de la seua família, i entrà a la Universitat de Zúric i el 1887, després de dos anys d'estudi, fou la primera dona a obtenir el doctorat en dret a Suïssa. Quan va pretendre exercir l'advocacia els tribunals no li van permetre actuar-hi al·legant que conforme al Codi Civil les dones tenien una capacitat civil disminuïda i que el principi d'igualtat de tracte no implicava la igualtat de drets entre persones de diferent sexe; va recórrer al Tribunal Suprem Federal de Suïssa per a una reinterpretació de l'Article 4 de la Constitució Federal en el sentit que el concepte "ciutadà suís" podria incloure les dones, i va ser rebutjat per "tan nou com audaç", perquè una interpretació diferent era contrària a totes les anàlisis històriques.

## Trasllat als Estats Units i retorn a Suïssa
Després que la Universitat de Zúric es negàs a acceptar-la com a docent, emigrà amb el seu espòs i tres fills a Nova York, on obtingué un càrrec en la Facultat de Dret de la Universitat de Nova York i ensenyava medicina forense a l'Hospital i Escola de Medicina de Nova York. Fou secretària de la Societat Mèdica Legal de Nova York; fundà una escola de dret per a dones i es va involucrar en l'ajuda per a persones empobrides; però el seu espòs no s'adaptava a la vida del país i va tornar a Suïssa; ella el va seguir un any després.
A Zúric va fundar una escola privada de dret en què donava cursos, però va trobar dificultats financeres. El 1891 feu una nova sol·licitud per a ser acceptada com a docent en la Universitat de Zúric i encara que el Senat de la Universitat la rebutjà, va rebre autorització com a mesura excepcional del Departament d'Educació.
Tampoc allí era fàcil la seua faena; els estudiants estaven condicionats per un model paternalista que feia d'una dona professora una figura estranya, i molts li boicotejaven les classes. Fou la primera dona de l'Associació Suïssa d'Advocats i entrà en el consell de la Frauenrechtsschutzverein (Dret de les dones), des del qual proposava reformes a la legislació suïssa; i a l'Associació per a la Protecció de les Dones, l'objectiu de les quals era millorar la posició de les dones socialment.

## Residència a Alemanya
El 1894 s'oposà al projecte d'Eugen Huber en el que es referia al règim matrimonial del nou Codi Civil Suís, discriminador contra les dones. A l'any següent, es divorcià i emigrà a Berlín, on va ensenyar dret, va obrir un estudi d'assessorament jurídic, publicà amb èxit literatura legal i fou traductora oficial d'alemany-anglés per als tribunals del Margraviat de Brandenburg. S'interessà per la situació de les dones en el Codi Civil alemany i va participar al setembre del 1896 en el Congrés Internacional de Dones a Berlín, i al juny de 1897 en el "Congrés Social Evangèlic" de Leipzig. La seua posició que els drets de les dones havien d'avançar políticament i en el món professional i el mercat laboral, contradeia els principals representants del moviment de dones burgeses, i tampoc no eren acceptades per les feministes, sobretot per les més radicalitzades que rebutjaven el codi, la qual cosa la va portar a apartar-se del moviment alemany pels drets de les dones. Els problemes familiars i econòmics la van conduir a l'esquizofrènia i a partir de la tardor del 1897 va estar internada a la Casa de Salut Berolinum, a Berlín. El 1898 la declararen incapacitada i la posaren sota tutela. L'any següent la traslladaren a la clínica psiquiàtrica Friedmatt de Basilea, on va morir sola i pobra, el 12 d'abril del 1901. La qüestió sobre si estava realment incapacitada des del punt de vista de la psiquiatria ha motivat controvèrsies sense resposta definitiva.

## Homenatges
Gràcies a Emilie Kempin-Spyri, s'aprovà a Zúric el 1898 un nou estatut d'advocat vigent per al cantó, que permetia a les dones exercir d'advocades, malgrat mancar de ciutadania activa, i el 1923 aquest criteri s'estengué a l'estat. Anna Mackenroth fou la primera suïssa a convertir-se en advocada.
El 19 d'abril del 2004, l'Associació Gremial de Dones Gesellschaft zu Fraumünster de Zúric honorà a Emilie Kempin-Spyri com a ciutadana de Zúric que, malgrat els seus mèrits excel·lents, havia caigut en oblit; l'homenatge es realitzà amb el patrocini de la Universitat de Zúric i se'n col·locà una placa a l'edifici. Aquesta placa fou reemplaçada el 28 de maig del 2009 per una altra de definitiva al vestíbul de la Biblioteca de l'Institut de Dret.
El 22 de gener del 2008, s'inaugurà a l'atri de la Universitat de Zúric un monument en forma de gran chaise longue creat per Pipilotti Rist; amb això, el paper d'Emilie Kempin-Spyris fou reconegut com la primera conferenciant universitària de la Universitat de Zúric i pionera en la igualtat de drets per a les dones.
La vida d'Emilie Kempin-Spyris fou novel·lada per Eveline Hasler en Die Wachsflügelfrau. A Altstetten, el recorregut Emilie Kempin-Spyri fou anomenat en honor seu.